# Érasme (métro de Bruxelles)
Pour les articles homonymes, voir Erasme (homonymie).
Érasme (en néerlandais : Erasmus) est la station terminus de la ligne 5 du métro de Bruxelles située à Bruxelles, sur la commune d'Anderlecht.

## Situation
La station se trouve route de Lennik, devant l'hôpital Erasme qui lui donne son nom.
Terminus de la ligne, elle est précédée par la station Eddy Merckx sur la ligne 5.

## Histoire
La station Érasme est inaugurée le 15 septembre 2003 lors du prolongement de la ligne de métro 1B vers l'hôpital Erasme, en même temps que les stations La Roue, CERIA et Eddy Merckx.
Elle doit son nom à l'hôpital Érasme qui se situe à proximité, qui lui-même doit son nom à Érasme de Rotterdam qui a séjourné quelque temps dans la commune d'Anderlecht.
La station se différencie des autres stations de métro de par son architecture atypique. Le toit en toile surplombe le quai central situé au milieu de la chaussée de Lennik et accessible par un tunnel souterrain sous la chaussée du même nom. À l'origine, l'espace de la station fut utilisé par les tramways 103, puis 56 qui avaient également leur terminus à la hauteur de l'hôpital Érasme. On doit l'architecture au bureau d'architectes et ingénieurs Philippe Samyn and Partners.
Depuis mars 2017, la STIB construit un dépôt de métro (et de bus) à proximité immédiate de cette station. Ce dépôt permettra d'abriter les nouvelles rames de métro qui sont en commande, et qui n'auraient pas trouvé place dans les dépôts existants à Delta et à Jacques Brel,.

## Service aux voyageurs

### Accès
La station compte trois accès :
- Accès no 1 : situé côté nord de la route de Lennik ;
- Accès no 2 : situé côté sud de la route de Lennik ;
- Accès no 3 : situé côté ouest de la station (équipé d'un escalator et d'un ascenseur).

### Quais
La station est de conception particulière, constituée de deux voies encadrant un unique quai central.

### Intermodalité
La station est desservie par la 74 des autobus de Bruxelles et par les lignes de bus R42 et 620 (nuit) du réseau De Lijn.

## À proximité
- Hôpital Erasme
- Campus de la faculté de médecine de l'Université libre de Bruxelles